# Episodi di Preacher (quarta stagione)
La quarta e ultima stagione della serie televisiva Preacher, composta da 10 episodi, è andata in onda sulla rete via cavo statunitense AMC, dal 4 agosto al 29 settembre 2019.
In Italia la stagione è stata resa disponibile da Amazon, all'interno del servizio Prime Video, dal 5 agosto al 30 settembre 2019.
| nº | Titolo originale  | Titolo italiano            | Prima TV USA      | Pubblicazione Italia |
| -- | ----------------- | -------------------------- | ----------------- | -------------------- |
| 1  | Masada            | Masada                     | 4 agosto 2019     | 5 agosto 2019        |
| 2  | Last Supper       | Ultima cena                | 4 agosto 2019     | 5 agosto 2019        |
| 3  | Deviant           | Degenerato                 | 11 agosto 2019    | 12 agosto 2019       |
| 4  | Search and Rescue | Missione di salvataggio    | 18 agosto 2019    | 19 agosto 2019       |
| 5  | Bleak City        | La città cupa              | 25 agosto 2019    | 26 agosto 2019       |
| 6  | The Lost Apostle  | L'apostolo smarrito        | 1º settembre 2019 | 2 settembre 2019     |
| 7  | Messiahs          | I messia                   | 8 settembre 2019  | 9 settembre 2019     |
| 8  | Fear of the Lord  | Il timore verso il Signore | 15 settembre 2019 | 16 settembre 2019    |
| 9  | Overture          | Ouverture                  | 22 settembre 2019 | 23 settembre 2019    |
| 10 | End of the World  | La fine del mondo          | 29 settembre 2019 | 30 settembre 2019    |